# Clepsimelea major
Clepsimelea major là một loài bướm đêm trong họ Geometridae.